# Campana (Olaszország)
Campana község (comune) Olaszország Calabria régiójában, Cosenza megyében.

## Fekvése
A megye délkeleti részén fekszik. Határai: Bocchigliero, Mandatoriccio, Pallagorio, Pietrapaola, Savelli, Scala Coeli, Umbriatico és Verzino.

## Története
A hagyományok szerint Campana a Sztrabón  által is említett Kalaszarna (vagy Kaliszerna) ókori görög város helyén épült ki.  Vára a 11-12. században, a normannok uralkodása idején épült. Első írásos említése a 13. század végéről származik.

## Népessége
A népesség számának alakulása:

## Főbb látnivalói
- Palazzo Rizzo
- Palazzo Santoro
- Santa Maria Assunta-templom
- Madonna delle Grazie-szentély
- SS. di Costantinopoli-templom
- San Domenico-templom
- Sant’Antonio-templom